# James Milner
James Philip Milner (Leeds, 4 gennaio 1986) è un calciatore inglese, centrocampista o difensore del Brighton.
Ha giocato, precedentemente, per il Leeds Utd, Swindon Town, Newcastle United, Aston Villa, Manchester City, Liverpool e Brighton. Nella sua carriera ha vinto trofei nazionali e internazionali con le maglie di Newcastle, Manchester City e Liverpool: tre campionati inglesi, due FA Cup, due Coppe di Lega, due Community Shield, la Coppa Intertoto UEFA, la UEFA Champions League, la Supercoppa UEFA e la Coppa del Mondo per Club FIFA.
Ha totalizzato più di cento presenze con ciascuna delle maglie di quattro squadre: Newcastle, Aston Villa, Manchester City e Liverpool. Primatista di presenze (46) con la maglia dell'Inghilterra under 21, ha vestito per 61 volte la maglia della nazionale inglese, e rientra inoltre nella ristretta cerchia dei calciatori con almeno 1000 presenze in carriera.

## Caratteristiche tecniche
Buon lettore di gioco, è un calciatore molto rapido. Classica ala inglese, simile ai grandi atleti del passato come Stanley Matthews, non segna molte reti ma ha all'attivo un buon numero di assist vincenti, potendo essere schierato su entrambe le fasce. Dopo il passaggio al Newcastle, Milner viene impiegato spesso come ala. Dalla stagione 2009-2010, dopo la partenza di Gareth Barry, l'allenatore Martin O'Neill l'ha utilizzato spesso come centrocampista centrale, con ottimi risultati. Grazie alla sua estrema duttilità, nella stagione 2016-2017 viene spesso schierato dall'allenatore Jürgen Klopp come terzino sinistro in una difesa a 4.
Milner è in grado di effettuare lanci precisi e di segnare reti da grandi distanze: spesso è lui ad occuparsi della battuta di calci d'angolo e di punizioni. L'opinione pubblica è divisa sull'abilità di crossare il pallone di Milner: mentre alcuni hanno criticato i suoi cross, altri invece hanno detto che è capace di colpire la palla e di imprimere una traiettoria precisa.
Ottimo rigorista, è stato il tiratore designato nella sua ultima stagione all'Aston Villa e nel Liverpool a partire dalla stagione 2015-2016; in carriera ha messo a segno 30 penalty dal dischetto su 35 tentativi calciati.

## Carriera

### Club

#### Inizi e Leeds
Il suo talento sportivo nel calcio e nel cricket è stato scoperto da bambino. Ha rappresentato la sua scuola in queste discipline e ha giocato a calcio a livello amatoriale per le squadre di Rawdon e Horsforth. È stato un sostenitore del Leeds United già da giovane età ed è stato un abbonato allo stadio. Milner ha iniziato la sua carriera nell'Academy del Leeds, nel 1996: è stato successivamente scelto come apprendista. Ha debuttato in prima squadra nel 2002, a sedici anni, e ha guadagnato popolarità quando è diventato il più giovane calciatore a segnare in Premier League.
Milner ha debuttato per il Leeds United il 10 novembre 2002, entrando a partita in corso nella partita contro il West Ham United, al posto di Jason Wilcox per gli ultimi sei minuti. È così diventato il secondo calciatore più giovane a debuttare in Premier League, a sedici anni e trecentonove giorni. Il 26 dicembre dello stesso anno è diventato il più giovane calciatore a segnare in Premier League, nella vittoria per 2-1 del Leeds sul Sunderland. In una partita contro il Chelsea, un mese dopo, Milner ha segnato nuovamente, grazie ad un veloce tocco del pallone con cui ha evitato l'intervento in scivolata di Marcel Desailly, in un'azione lodata dai commentatori. Questa giocata gli ha permesso di andare al tiro da circa sedici metri.
I giornalisti sono rimasti impressionati dalla prestazione complessiva di Milner in quella partita ed anche l'allora allenatore del Chelsea, Claudio Ranieri, ha fatto i complimenti al calciatore. La performance ha causato paragoni con quelle di Michael Owen e Wayne Rooney, che sono diventati famosi già in giovanissima età. Dopo altre presenze con il Leeds, Milner ha rinnovato il contratto, firmando un quinquennale il 10 febbraio 2003. All'inizio del campionato 2003-2004 Milner è stato mandato in prestito allo Swindon Town per un mese, nella Football League One. Milner si è detto favorevole a questa decisione, in modo che potesse ottenere altra esperienza. Durante il periodo in prestito, ha giocato 6 partite e ha segnato 2 reti.
Nel frattempo, per il Leeds è iniziato un periodo di crisi Milner ha dichiarato che questa esperienza l'avrebbe reso più forte e gli avrebbe insegnato a gestire meglio i problemi con la squadra. I successivi problemi economici del Leeds hanno forzato il club a cedere il giocatore al Newcastle United, in cambio di 3,6 milioni di sterline. Benché Milner non sia stato felice di lasciare il club per cui ha fatto il tifo fin da bambino, ha dichiarato di aver fatto ciò che è stato meglio per il Leeds. e, a luglio 2004, ha firmato un contratto quinquennale per il Newcastle.

#### Newcastle e prestito all’Aston Villa

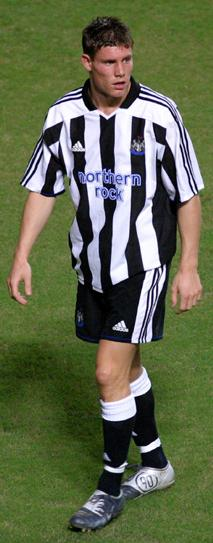
Milner con la maglia del Newcastle nel 2004.

Il giocatore ha subito dichiarato che la vicinanza con persone come Shearer gli ha indicato come muoversi in questo campo. L'esordio in Premier League è arrivato contro il Middlesbrough, il 18 agosto 2004. È stato impiegato, in quella partita, da ala destra, nonostante fosse stato utilizzato regolarmente sulla fascia sinistra dal Leeds. Al termine della gara, intervistato, ha dichiarato di non avere preferenze riguardo alla fascia in cui giocare. Un mese dopo ha debuttato in Coppa UEFA, contro gli israeliani del Bnei Sakhnin, dopo aver sostituito Shola Ameobi. Nello stesso mese, ha siglato la prima rete in competizioni ufficiali, entrando sempre da sostituto, nella vittoria per 3-1 sul West Bromwich Albion.

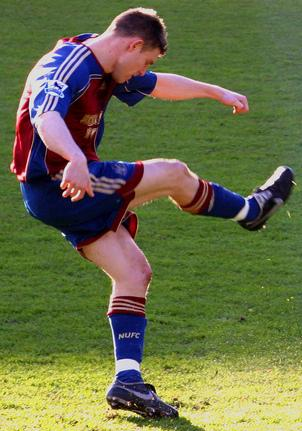
Milner mentre calcia una punizione con il Newcastle nel 2007.

Dopo il licenziamento dell'allenatore Bobby Robson e l'ingaggio di Graeme Souness è partito da titolare in tredici partite, ma non è mai riuscito a giocarne una per interno fino ad aprile 2005. Al termine della stagione è stato impiegato in 41 partite e ha segnato una rete. Souness non lo ha mai considerato un calciatore titolare del Newcastle e ha rimarcato che il club non avrebbe potuto vincere «con una squadra di James Milner». La risposta di Milner a questa dichiarazione è stata definita matura. Ha comunque dichiarato di essere frustrato per non essere mai stato considerato un titolare per buona parte della stagione.
Nella stagione seguente Milner ha segnato nella vittoria in trasferta per 3-1 contro il Dubnica, in Coppa Intertoto. Ha anche partecipato all'azione che ha portato Shearer a realizzare il terzo gol della squadra. Il buon periodo di forma del calciatore è continuato e ha segnato una rete al Deportivo La Coruña nel turno successivo. Nonostante questi gol una clausola del trasferimento di Solano dall'Aston Villa al Newcastle ha previsto il prestito di Milner ai Villans per tutta la stagione. Il tecnico dell'Aston Villa, David O'Leary, che aveva allenato Milner anche al Leeds, si è detto felice del suo arrivo e si è augurato di poterlo far migliorare come calciatore. Milner ha fatto il suo debutto con il Villa il 12 settembre 2005, in una partita di Premiership contro il West Ham United. Cinque giorni dopo ha segnato la prima rete in un pareggio per 1-1 contro il Tottenham Hotspur.
Meno di una settimana dopo ha aiutato la sua squadra a ribaltare l'esito di una partita contro i Wycombe Wanderers, in una gara di Coppa di Lega. Milner è stato uno dei migliori giocatori della stagione dei Villans. Anche Milner è rimasto soddisfatto del prestito all'Aston Villa e ha dichiarato che gli sarebbe piaciuto restare a Birmingham, per avere più possibilità di giocare, ma ha aggiunto che la possibilità di rimanere non sarebbe dipesa da lui. David O'Leary ha dichiarato più volte, durante la stagione, di voler tenere Milner in squadra, pur dubitando di avere le possibilità per farlo. Poco dopo la fine del prestito, le negoziazioni tra Aston Villa e Newcastle United sono iniziate.

#### Ritorni al Newcastle e all’Aston Villa
Il nuovo allenatore del Newcastle, Glenn Roeder, ha sembrato apprezzare maggiormente, rispetto a Souness, le abilità di Milner e ha dichiarato che avrebbe avuto piacere se il calciatore fosse rimasto a St James' Park. Questo, oltre alle scarse capacità economiche dell'Aston Villa e la partenza del tecnico O'Leary, hanno fatto sembrare subito molto remota la possibilità che i Villans acquistassero Milner. Nel mese di giugno, il trasferimento è diventato ancora meno probabile, quando l'Aston Villa ha rifiutato James Milner come parte di uno scambio per Gareth Barry. Comunque, le possibilità d'acquisto del calciatore si sono alzate quando il milionario statunitense Randy Lerner ha preso il controllo dell'Aston Villa e Martin O'Neill è stato scelto come manager.
Glenn Roeder e i calciatori del Newcastle hanno avuto una reazione positiva al ritorno di Milner all'inizio del campionato 2006-2007. Roeder ha lodato come Milner ha gestito il mancato trasferimento all'Aston Villa, ma proprio l'allenatore è stato criticato per come ha manipolato la trattativa. Roeder ha confermato anche che avrebbe impiegato Milner in molte partite della stagione. Questo è stato poi dimostrato in campo, con Milner che è partito titolare in diverse partite del campionato.

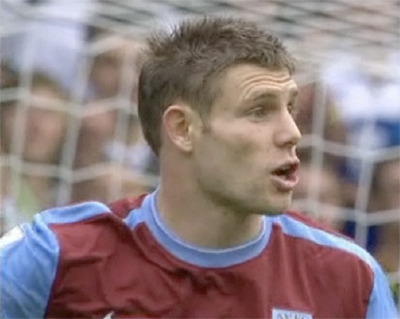
Milner con la maglia dell'Aston Villa nel settembre 2009.

Il 1º gennaio 2007, Milner ha segnato la prima rete stagionale, nel pareggio per 2-2 contro il Manchester United. La rete è arrivata dopo un tiro da circa 23 metri di distanza. Durante la stagione Roeder ha lodato nuovamente l'atteggiamento di Milner, soprattutto durante gli allenamenti. Anche durante la stagione, Milner ha dimostrato la sua duttilità tattica: è riuscito a segnare o a fornire assist con entrambi i piedi e da entrambe le fasce. In seguito Milner ha rinnovato il suo contratto con i Magpies fino al 2011. Ha firmato poi un altro contratto quadriennale a maggio 2007, quando Sam Allardyce è stato nominato nuovo allenatore del Newcastle United. Milner ha dichiarato, successivamente, che è stato molto felice durante la stagione, dicendo anche che le sessioni di allenamento sono state le migliori, da quando ha indossato la maglia del Newcastle. Nella prima parte della stagione Milner è stato impiegato prevalentemente da sostituto.
Ad ottobre 2007 ha segnato il 500º gol nelle gare casalinge in Premier League del Newcastle, nella vittoria per 3-1 sul Tottenham. Allardyce si è complimentato diverse volte con Milner, nel corso della stagione. Ha perso le ultime nove gare della stagione a causa di un infortunio. Nonostante l'inizio di stagione con il Newcastle e la rete in Coppa di Lega contro il Coventry City, è stato rivelato che Milner ha presentato una richiesta di cessione alla società una settimana prima. Il 29 agosto 2008 ha firmato per l'Aston Villa un contratto quadriennale. Al Newcastle sono andati 12 milioni di sterline.
Milner ha debuttato con l'Aston Villa il 31 agosto 2008 come sostituto nella sfida contro il Liverpool, terminata 0-0.. Globalmente in tutte le competizioni colleziona con i Villans 126 presenze e 22 reti.

#### Manchester City

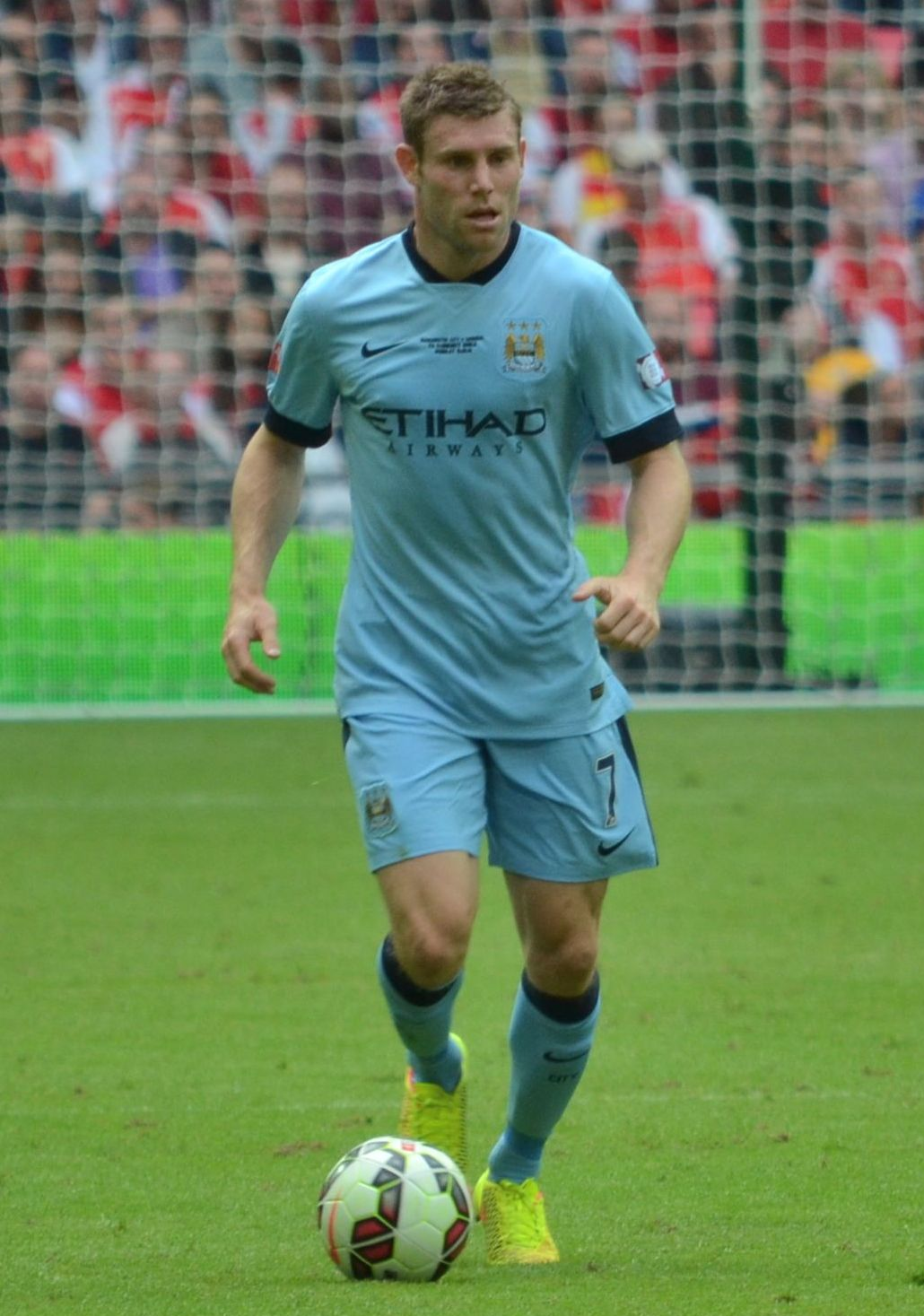
Milner mentre porta palla con la maglia del City nel 2014.

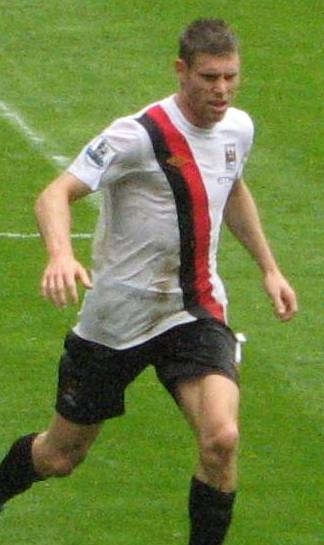
Milner in azione con la maglia del Manchester City nel 2010.

Il 18 agosto 2010 viene acquistato dal Manchester City, che in cambio cede il cartellino di Stephen Ireland. Con i Citizens Milner firma un contratto quinquennale.
Segna il suo primo gol con la maglia dei Citizens il 15 ottobre 2011 contro l'Aston Villa, sua ex-squadra, firmando la quarta marcatura del Manchester City. In cinque stagioni disputate con la maglia dei Citizens colleziona globalmente tra tutte le competizioni; 203 presenze e 18 reti.

#### Liverpool
Il 4 giugno 2015 si accorda con il Liverpool per trasferirsi ai Reds a partire dal 1º luglio seguente. 
Segna il suo primo gol con la nuova maglia il 26 settembre 2015, aprendo le marcature nella vittoria per 3-2 contro l'Aston Villa, sua ex squadra. Si ripete il 29 novembre, siglando su rigore il gol decisivo per la vittoria contro lo Swansea (1-0). Nella sua prima stagione con i Reds, perde la finale di Coppa di Lega contro il Manchester City e la finale di Europa League contro il Siviglia.

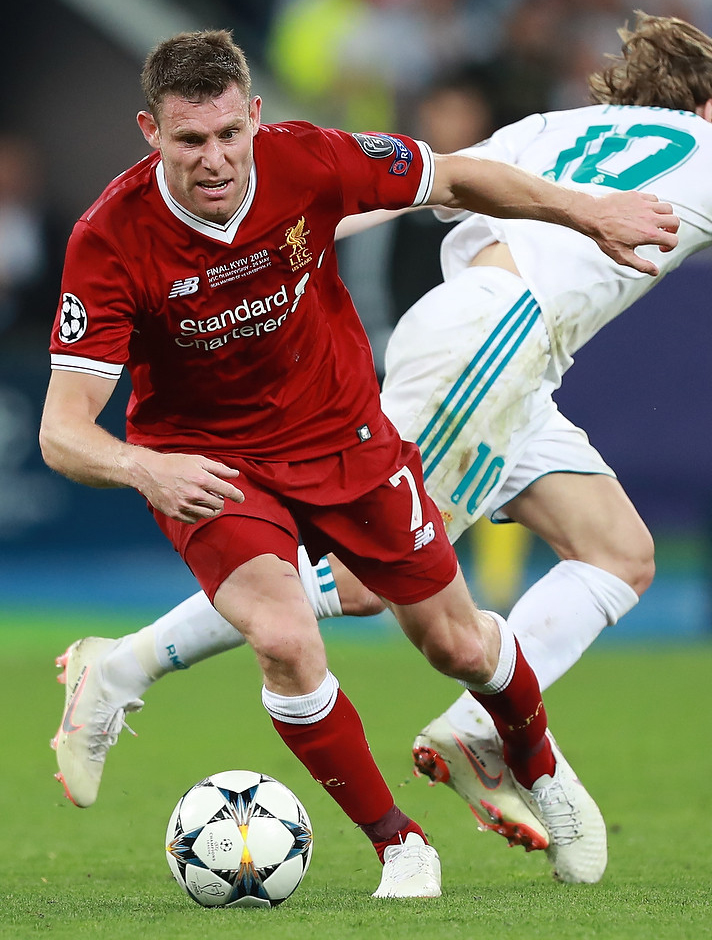
Milner con la maglia del Liverpool durante un contrasto di gioco nella finale di Champions League del 2018.

Nella nuova stagione trova la prima presenza alla seconda giornata di campionato, nella sconfitta per 2-0 contro il Burnley, giocando in un ruolo insolito, ovvero quello di terzino sinistro. Realizza il primo gol stagionale su rigore nella partita pareggiata 1-1 in casa del Tottenham. Il 24 settembre segna una doppietta, entrambi i gol sono su calcio di rigore, nella partita vinta 5-1 in casa contro l'Hull City. L'11 febbraio 2017 nella vittoria interna contro il Tottenham per 2-0 raggiunge quota 600 presenze in carriera. Il 19 marzo segna il gol su rigore contro la sua ex squadra il Manchester City nella partita pareggiata 1-1. L'8 dicembre 2018, nella partita di campionato vinta per 4-0 in trasferta contro il Bournemouth, taglia il traguardo delle 500 presenze in Premier League. Il 2 giugno 2019 vince, allo stadio Wanda Metropolitano di Madrid, contro i rivali del Tottenham, la sua prima Champions League, la sesta nella storia del Liverpool. Ormai a scadenza di contratto, il 13 dicembre dello stesso anno, rinnova il proprio contratto con i Reds fino al giugno del 2022.

#### Brighton
Il 14 giugno 2023, dopo che i Reds lo avrebbero svincolato al termine della stagione, firma un contratto di un anno con opzione per un ulteriore anno con il Brighton. Il 17 agosto 2024, venendo schierato titolare nella prima giornata di campionato contro l'Everton, diventa il primo calciatore della storia a disputare almeno una gara in 23 stagioni di Premier League.

### Nazionale

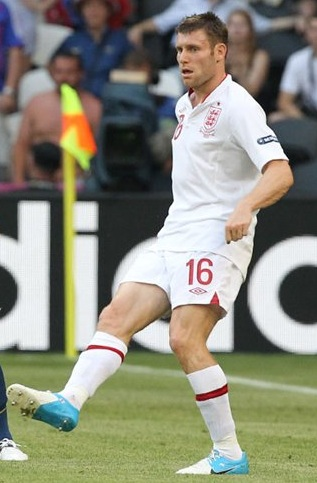
Milner in azione con la nazionale inglese ad Euro 2012.

Milner ha partecipato al Mondiale Under-20 2003 con la sua nazionale. Poco dopo è stato convocato da Peter John Taylor in nazionale Under-21. Ha debuttato contro la Svezia under 21 il 30 marzo 2004. Ha segnato la prima rete per l'Inghilterra Under-21 contro il Galles, nelle qualificazioni per l'Europeo Under-21 2007, vincendo per 2-0. Il suo gol alla Svizzera under 21, quello del 3-2, ha assicurato agli inglesi un posto nei play-off per gli Europei Under-21 2007.
A giugno 2007 ha partecipato al campionato europeo Under-21 giocando tutte le quattro partite degli inglesi alla manifestazione. È stato ammonito nella semifinale contro i Paesi Bassi, il che avrebbe significato che non sarebbe potuto essere utilizzato in finale. La partita si è decisa ai calci di rigore, dove Milner ha segnato due volte, ma la sua squadra ha perso 13-12. Dopo aver giocato contro la Romania (1-1), un mese dopo ha raggiunto il record di presenze con l'Under-21 inglese, durante la trentesima apparizione nella vittoria per 3-0 contro il Montenegro. Durante l'incontro, ha segnato la sua prima rete direttamente da calcio d'angolo. Ad ottobre ha segnato un'altra rete, nella vittoria per 3-0 sull'Irlanda. Ha segnato anche nel ritorno della partita, disputato quattro mesi dopo.
Esordisce con la nazionale maggiore, il 12 agosto 2009 sotto la guida di Fabio Capello in amichevole contro i Paesi Bassi, subentrando al 68º minuto al posto di Ashley Young. Il 7 settembre 2012 segna il suo primo goal in nazionale contro la Moldavia. Il 29 marzo 2016 indossa per la prima volta la fascia da capitano dei tre leoni, in occasione dell'amichevole disputata a Wembley, contro i Paesi Bassi. Convocato per gli Europei 2016 in Francia, scende in campo in una sola occasione nella manifestazione continentale. Il 5 agosto 2016, Milner ha annunciato il suo ritiro dalla nazionale dopo un colloquio con il CT Sam Allardyce.

## Vita privata
Milner è sposato con Amy Fletcher. La coppia ha due figli: una figlia e un figlio. Milner ha imparato a parlare spagnolo per comunicare meglio con i suoi compagni di squadra, e parla ai suoi figli solo in spagnolo per garantire che anch'essi imparino la lingua.
Milner ha fondato la James Milner Foundation, che organizza un ballo annuale a tema per raccogliere fondi per varie cause benefiche. È astemio.
Milner è stato nominato Membro dell'Ordine dell'Impero Britannico (MBE) nel 2022 Birthday Honours per i servizi al calcio d'associazione e alla beneficenza.

## Statistiche

### Presenze e reti nei club
Statistiche aggiornate al 16 agosto 2025.
| Stagione               | Squadra                | Campionato             | Campionato | Campionato | Coppe nazionali | Coppe nazionali | Coppe nazionali | Coppe continentali | Coppe continentali | Coppe continentali | Altre coppe | Altre coppe | Altre coppe | Totale | Totale |
| Stagione               | Squadra                | Comp                   | Pres       | Reti       | Comp            | Pres            | Reti            | Comp               | Pres               | Reti               | Comp        | Pres        | Reti        | Pres   | Reti   |
| ---------------------- | ---------------------- | ---------------------- | ---------- | ---------- | --------------- | --------------- | --------------- | ------------------ | ------------------ | ------------------ | ----------- | ----------- | ----------- | ------ | ------ |
| 2002-2003              | Leeds                  | PL                     | 18         | 2          | FACup+CdL       | 4+0             | 0               | -                  | -                  | -                  | -           | -           | -           | 22     | 2      |
| set.-ott. 2003         | Swindon Town           | TD                     | 6          | 2          | FACup+CdL       | 0+0             | 0               | -                  | -                  | -                  | -           | -           | -           | 6      | 2      |
| ott. 2003-2004         | Leeds                  | PL                     | 30         | 3          | FACup+CdL       | 1+1             | 0               | -                  | -                  | -                  | -           | -           | -           | 32     | 3      |
| Totale Leeds           | Totale Leeds           | Totale Leeds           | 48         | 5          |                 | 6               | 0               |                    | -                  | -                  |             | -           | -           | 54     | 5      |
| 2004-2005              | Newcastle              | PL                     | 25         | 1          | FACup+CdL       | 4+1             | 0               | CU                 | 11                 | 0                  | -           | -           | -           | 41     | 1      |
| lug.-ago. 2005         | Newcastle              | PL                     | 3          | 0          | FACup+CdL       | 0+0             | 0               | CU                 | 4                  | 2                  | -           | -           | -           | 7      | 2      |
| set. 2005-2006         | Aston Villa            | PL                     | 27         | 1          | FACup+CdL       | 3+3             | 0+2             | -                  | -                  | -                  | -           | -           | -           | 33     | 3      |
| 2006-2007              | Newcastle              | PL                     | 35         | 3          | FACup+CdL       | 2+3             | 1+0             | CU                 | 13                 | 0                  | -           | -           | -           | 53     | 4      |
| 2007-2008              | Newcastle              | PL                     | 29         | 2          | FACup+CdL       | 2+1             | 1+0             | -                  | -                  | -                  | -           | -           | -           | 32     | 3      |
| ago. 2008              | Newcastle              | PL                     | 2          | 0          | FACup+CdL       | 0+1             | 0+1             | -                  | -                  | -                  | -           | -           | -           | 3      | 1      |
| Totale Newcastle       | Totale Newcastle       | Totale Newcastle       | 94         | 6          |                 | 14              | 3               |                    | 28                 | 2                  |             | -           | -           | 136    | 11     |
| ago. 2008-2009         | Aston Villa            | PL                     | 36         | 3          | FACup+CdL       | 3+0             | 3+0             | CU                 | 4                  | 0                  | -           | -           | -           | 43     | 6      |
| 2009-2010              | Aston Villa            | PL                     | 36         | 7          | FACup+CdL       | 5+6             | 0+4             | UEL                | 2                  | 1                  | -           | -           | -           | 49     | 12     |
| ago. 2010              | Aston Villa            | PL                     | 1          | 1          | FACup+CdL       | 0+0             | 0               | UEL                | 0                  | 0                  | -           | -           | -           | 1      | 1      |
| Totale Aston Villa     | Totale Aston Villa     | Totale Aston Villa     | 100        | 12         |                 | 20              | 9               |                    | 6                  | 1                  |             | -           | -           | 126    | 22     |
| ago. 2010-2011         | Manchester City        | PL                     | 32         | 0          | FACup+CdL       | 3+1             | 1+0             | UEL                | 5                  | 0                  | -           | -           | -           | 41     | 1      |
| 2011-2012              | Manchester City        | PL                     | 26         | 3          | FACup+CdL       | 1+3             | 0               | UCL+UEL            | 4+2                | 0                  | CS          | 1           | 0           | 37     | 3      |
| 2012-2013              | Manchester City        | PL                     | 26         | 4          | FACup+CdL       | 6+1             | 0               | UCL                | 2                  | 0                  | CS          | 1           | 0           | 36     | 4      |
| 2013-2014              | Manchester City        | PL                     | 31         | 1          | FACup+CdL       | 4+3             | 0               | UCL                | 6                  | 1                  | -           | -           | -           | 44     | 2      |
| 2014-2015              | Manchester City        | PL                     | 32         | 5          | FACup+CdL       | 2+2             | 2+0             | UCL                | 8                  | 1                  | CS          | 1           | 0           | 45     | 8      |
| Totale Manchester City | Totale Manchester City | Totale Manchester City | 147        | 13         |                 | 26              | 3               |                    | 27                 | 2                  |             | 3           | 0           | 203    | 18     |
| 2015-2016              | Liverpool              | PL                     | 28         | 5          | FACup+CdL       | 1+4             | 0               | UEL                | 12                 | 2                  | -           | -           | -           | 45     | 7      |
| 2016-2017              | Liverpool              | PL                     | 36         | 7          | FACup+CdL       | 0+4             | 0               | -                  | -                  | -                  | -           | -           | -           | 40     | 7      |
| 2017-2018              | Liverpool              | PL                     | 32         | 0          | FACup+CdL       | 2+0             | 1               | UCL                | 13                 | 0                  | -           | -           | -           | 47     | 1      |
| 2018-2019              | Liverpool              | PL                     | 31         | 5          | FACup+CdL       | 1+1             | 0               | UCL                | 12                 | 2                  | -           | -           | -           | 45     | 7      |
| 2019-2020              | Liverpool              | PL                     | 22         | 2          | FACup+CdL       | 2+2             | 0+2             | UCL                | 8                  | 0                  | CS+SU+Cmc   | 0+1+2       | 0           | 37     | 4      |
| 2020-2021              | Liverpool              | PL                     | 26         | 0          | FACup+CdL       | 2+1             | 0               | UCL                | 6                  | 0                  | CS          | 1           | 0           | 36     | 0      |
| 2021-2022              | Liverpool              | PL                     | 24         | 0          | FACup+CdL       | 3+4             | 0               | UCL                | 8                  | 0                  |             | -           | -           | 39     | 0      |
| 2022-2023              | Liverpool              | PL                     | 31         | 0          | FACup+CdL       | 2+1             | 0               | UCL                | 8                  | 0                  | CS          | 1           | 0           | 43     | 0      |
| Totale Liverpool       | Totale Liverpool       | Totale Liverpool       | 230        | 19         |                 | 30              | 3               |                    | 67                 | 4                  |             | 5           | 0           | 332    | 26     |
| 2023-2024              | Brighton               | PL                     | 15         | 0          | FACup+CdL       | 0               | 0               | UEL                | 5                  | 0                  | -           | -           | -           | 20     | 0      |
| 2024-2025              | Brighton               | PL                     | 4          | 0          | FACup+CdL       | 0               | 0               | -                  | -                  | -                  | -           | -           | -           | 4      | 0      |
| 2025-2026              | Brighton               | PL                     | 1          | 0          | FACup+CdL       | 0               | 0               | -                  | -                  | -                  | -           | -           | -           | 1      | 0      |
| Totale Brighton        | Totale Brighton        | Totale Brighton        | 20         | 0          |                 | 0               | 0               |                    | 5                  | 0                  |             | 5           | 0           | 25     | 0      |
| Totale carriera        | Totale carriera        | Totale carriera        | 645        | 57         |                 | 96              | 18              |                    | 133                | 9                  |             | 8           | 0           | 882    | 84     |

### Cronologia presenze e reti in nazionale
| Cronologia completa delle presenze e delle reti in nazionale ― Inghilterra | Cronologia completa delle presenze e delle reti in nazionale ― Inghilterra | Cronologia completa delle presenze e delle reti in nazionale ― Inghilterra | Cronologia completa delle presenze e delle reti in nazionale ― Inghilterra | Cronologia completa delle presenze e delle reti in nazionale ― Inghilterra | Cronologia completa delle presenze e delle reti in nazionale ― Inghilterra | Cronologia completa delle presenze e delle reti in nazionale ― Inghilterra | Cronologia completa delle presenze e delle reti in nazionale ― Inghilterra |
| Data                                                                       | Città                                                                      | In casa                                                                    | Risultato                                                                  | Ospiti                                                                     | Competizione                                                               | Reti                                                                       | Note                                                                       |
| -------------------------------------------------------------------------- | -------------------------------------------------------------------------- | -------------------------------------------------------------------------- | -------------------------------------------------------------------------- | -------------------------------------------------------------------------- | -------------------------------------------------------------------------- | -------------------------------------------------------------------------- | -------------------------------------------------------------------------- |
| 12-8-2009                                                                  | Amsterdam                                                                  | Paesi Bassi                                                                | 2 – 2                                                                      | Inghilterra                                                                | Amichevole                                                                 | -                                                                          | 68’                                                                        |
| 5-9-2009                                                                   | Londra                                                                     | Inghilterra                                                                | 2 – 1                                                                      | Slovenia                                                                   | Amichevole                                                                 | -                                                                          | 46’                                                                        |
| 9-9-2009                                                                   | Londra                                                                     | Inghilterra                                                                | 5 – 1                                                                      | Croazia                                                                    | Qual. Mondiali 2010                                                        | -                                                                          | 81’                                                                        |
| 10-10-2009                                                                 | Dnipropetrovs'k                                                            | Ucraina                                                                    | 1 – 0                                                                      | Inghilterra                                                                | Qual. Mondiali 2010                                                        | -                                                                          | 46’                                                                        |
| 14-10-2009                                                                 | Londra                                                                     | Inghilterra                                                                | 3 – 0                                                                      | Bielorussia                                                                | Qual. Mondiali 2010                                                        | -                                                                          | 78’                                                                        |
| 14-11-2009                                                                 | Doha                                                                       | Brasile                                                                    | 1 – 0                                                                      | Inghilterra                                                                | Amichevole                                                                 | -                                                                          | 87’                                                                        |
| 3-3-2010                                                                   | Londra                                                                     | Inghilterra                                                                | 3 – 1                                                                      | Egitto                                                                     | Amichevole                                                                 | -                                                                          | 73’                                                                        |
| 24-5-2010                                                                  | Londra                                                                     | Inghilterra                                                                | 3 – 1                                                                      | Messico                                                                    | Amichevole                                                                 | -                                                                          | 85’                                                                        |
| 12-6-2010                                                                  | Rustenburg                                                                 | Inghilterra                                                                | 1 – 1                                                                      | Stati Uniti                                                                | Mondiali 2010 - 1º turno                                                   | -                                                                          | 26’ 31’                                                                    |
| 23-6-2010                                                                  | Port Elizabeth                                                             | Slovenia                                                                   | 0 – 1                                                                      | Inghilterra                                                                | Mondiali 2010 - 1º turno                                                   | -                                                                          |                                                                            |
| 27-6-2010                                                                  | Bloemfontein                                                               | Germania                                                                   | 4 – 1                                                                      | Inghilterra                                                                | Mondiali 2010 - Ottavi di finale                                           | -                                                                          | 64’                                                                        |
| 11-8-2010                                                                  | Londra                                                                     | Inghilterra                                                                | 2 – 1                                                                      | Ungheria                                                                   | Amichevole                                                                 | -                                                                          | 66’                                                                        |
| 3-9-2010                                                                   | Londra                                                                     | Inghilterra                                                                | 4 – 0                                                                      | Bulgaria                                                                   | Qual. Euro 2012                                                            | -                                                                          | 90’                                                                        |
| 7-9-2010                                                                   | Basilea                                                                    | Svizzera                                                                   | 1 – 3                                                                      | Inghilterra                                                                | Qual. Euro 2012                                                            | -                                                                          | 60’                                                                        |
| 17-11-2010                                                                 | Londra                                                                     | Inghilterra                                                                | 1 – 2                                                                      | Francia                                                                    | Amichevole                                                                 | -                                                                          |                                                                            |
| 9-2-2011                                                                   | Copenaghen                                                                 | Danimarca                                                                  | 1 – 2                                                                      | Inghilterra                                                                | Amichevole                                                                 | -                                                                          |                                                                            |
| 26-3-2011                                                                  | Cardiff                                                                    | Galles                                                                     | 0 – 2                                                                      | Inghilterra                                                                | Qual. Euro 2012                                                            | -                                                                          | 70’                                                                        |
| 29-3-2011                                                                  | Londra                                                                     | Inghilterra                                                                | 1 – 1                                                                      | Ghana                                                                      | Amichevole                                                                 | -                                                                          | 74’                                                                        |
| 4-6-2011                                                                   | Londra                                                                     | Inghilterra                                                                | 2 – 2                                                                      | Svizzera                                                                   | Qual. Euro 2012                                                            | -                                                                          |                                                                            |
| 2-9-2011                                                                   | Sofia                                                                      | Bulgaria                                                                   | 0 – 3                                                                      | Inghilterra                                                                | Qual. Euro 2012                                                            | -                                                                          | 62’                                                                        |
| 6-9-2011                                                                   | Londra                                                                     | Inghilterra                                                                | 1 – 0                                                                      | Galles                                                                     | Qual. Euro 2012                                                            | -                                                                          | 20’                                                                        |
| 12-11-2011                                                                 | Londra                                                                     | Inghilterra                                                                | 1 – 0                                                                      | Spagna                                                                     | Amichevole                                                                 | -                                                                          | 42’ 76’                                                                    |
| 15-11-2011                                                                 | Londra                                                                     | Inghilterra                                                                | 1 – 0                                                                      | Svezia                                                                     | Amichevole                                                                 | -                                                                          | 58’                                                                        |
| 29-2-2012                                                                  | Londra                                                                     | Inghilterra                                                                | 2 – 3                                                                      | Paesi Bassi                                                                | Amichevole                                                                 | -                                                                          | 46’                                                                        |
| 26-5-2012                                                                  | Oslo                                                                       | Norvegia                                                                   | 0 – 1                                                                      | Inghilterra                                                                | Amichevole                                                                 | -                                                                          |                                                                            |
| 2-6-2012                                                                   | Londra                                                                     | Inghilterra                                                                | 1 – 0                                                                      | Belgio                                                                     | Amichevole                                                                 | -                                                                          |                                                                            |
| 11-6-2012                                                                  | Donec'k                                                                    | Francia                                                                    | 1 – 1                                                                      | Inghilterra                                                                | Euro 2012 - 1º turno                                                       | -                                                                          |                                                                            |
| 15-6-2012                                                                  | Kiev                                                                       | Svezia                                                                     | 2 – 3                                                                      | Inghilterra                                                                | Euro 2012 - 1º turno                                                       | -                                                                          | 58’ 61’                                                                    |
| 19-6-2012                                                                  | Donec'k                                                                    | Inghilterra                                                                | 1 – 0                                                                      | Ucraina                                                                    | Euro 2012 - 1º turno                                                       | -                                                                          | 69’                                                                        |
| 24-6-2012                                                                  | Kiev                                                                       | Inghilterra                                                                | 0 – 0 dts (2 - 4 dtr)                                                      | Italia                                                                     | Euro 2012 - Quarti di finale                                               | -                                                                          | 61’                                                                        |
| 15-8-2012                                                                  | Berna                                                                      | Italia                                                                     | 1 – 2                                                                      | Inghilterra                                                                | Amichevole                                                                 | -                                                                          | 62’                                                                        |
| 7-9-2012                                                                   | Chișinău                                                                   | Moldavia                                                                   | 0 – 5                                                                      | Inghilterra                                                                | Qual. Mondiali 2014                                                        | 1                                                                          |                                                                            |
| 11-9-2012                                                                  | Londra                                                                     | Inghilterra                                                                | 1 – 1                                                                      | Ucraina                                                                    | Qual. Mondiali 2014                                                        | -                                                                          | 74’                                                                        |
| 17-10-2012                                                                 | Varsavia                                                                   | Polonia                                                                    | 1 – 1                                                                      | Inghilterra                                                                | Qual. Mondiali 2014                                                        | -                                                                          |                                                                            |
| 6-2-2013                                                                   | Londra                                                                     | Inghilterra                                                                | 2 – 1                                                                      | Brasile                                                                    | Amichevole                                                                 | -                                                                          | 61’                                                                        |
| 26-3-2013                                                                  | Podgorica                                                                  | Montenegro                                                                 | 1 – 1                                                                      | Inghilterra                                                                | Qual. Mondiali 2014                                                        | -                                                                          |                                                                            |
| 29-5-2013                                                                  | Londra                                                                     | Inghilterra                                                                | 1 – 1                                                                      | Irlanda                                                                    | Amichevole                                                                 | -                                                                          | 87’                                                                        |
| 2-6-2013                                                                   | Rio de Janeiro                                                             | Brasile                                                                    | 2 – 2                                                                      | Inghilterra                                                                | Amichevole                                                                 | -                                                                          |                                                                            |
| 14-8-2013                                                                  | Londra                                                                     | Inghilterra                                                                | 3 – 2                                                                      | Scozia                                                                     | Amichevole                                                                 | -                                                                          | 67’                                                                        |
| 6-9-2013                                                                   | Londra                                                                     | Inghilterra                                                                | 4 – 0                                                                      | Moldavia                                                                   | Qual. Mondiali 2014                                                        | -                                                                          | 71’                                                                        |
| 10-9-2013                                                                  | Kiev                                                                       | Ucraina                                                                    | 0 – 0                                                                      | Inghilterra                                                                | Qual. Mondiali 2014                                                        | -                                                                          |                                                                            |
| 11-10-2013                                                                 | Londra                                                                     | Inghilterra                                                                | 4 – 1                                                                      | Montenegro                                                                 | Qual. Mondiali 2014                                                        | -                                                                          | 87’                                                                        |
| 15-10-2013                                                                 | Londra                                                                     | Inghilterra                                                                | 2 – 0                                                                      | Polonia                                                                    | Qual. Mondiali 2014                                                        | -                                                                          | 86’                                                                        |
| 15-11-2013                                                                 | Londra                                                                     | Inghilterra                                                                | 0 – 2                                                                      | Cile                                                                       | Amichevole                                                                 | -                                                                          | 66’                                                                        |
| 5-3-2014                                                                   | Londra                                                                     | Inghilterra                                                                | 1 – 0                                                                      | Danimarca                                                                  | Amichevole                                                                 | -                                                                          | 87’                                                                        |
| 30-5-2014                                                                  | Londra                                                                     | Inghilterra                                                                | 3 – 0                                                                      | Perù                                                                       | Amichevole                                                                 | -                                                                          | 73’                                                                        |
| 4-6-2014                                                                   | Miami Gardens                                                              | Ecuador                                                                    | 2 – 2                                                                      | Inghilterra                                                                | Amichevole                                                                 | -                                                                          |                                                                            |
| 24-6-2014                                                                  | Belo Horizonte                                                             | Costa Rica                                                                 | 0 – 0                                                                      | Inghilterra                                                                | Mondiali 2014 - 1º turno                                                   | -                                                                          | 77’                                                                        |
| 3-9-2014                                                                   | Londra                                                                     | Inghilterra                                                                | 1 – 0                                                                      | Norvegia                                                                   | Amichevole                                                                 | -                                                                          | 69’                                                                        |
| 8-9-2014                                                                   | Basilea                                                                    | Svizzera                                                                   | 0 – 2                                                                      | Inghilterra                                                                | Qual. Euro 2016                                                            | -                                                                          | 73’                                                                        |
| 9-10-2014                                                                  | Londra                                                                     | Inghilterra                                                                | 5 – 0                                                                      | San Marino                                                                 | Qual. Euro 2016                                                            | -                                                                          | 38’                                                                        |
| 15-11-2014                                                                 | Londra                                                                     | Inghilterra                                                                | 3 – 1                                                                      | Slovenia                                                                   | Qual. Euro 2016                                                            | -                                                                          | 80’                                                                        |
| 18-11-2014                                                                 | Glasgow                                                                    | Scozia                                                                     | 1 – 3                                                                      | Inghilterra                                                                | Amichevole                                                                 | -                                                                          |                                                                            |
| 7-6-2015                                                                   | Dublino                                                                    | Irlanda                                                                    | 0 – 0                                                                      | Inghilterra                                                                | Amichevole                                                                 | -                                                                          |                                                                            |
| 5-9-2015                                                                   | Serravalle                                                                 | San Marino                                                                 | 0 – 6                                                                      | Inghilterra                                                                | Qual. Euro 2016                                                            | -                                                                          | 58’                                                                        |
| 8-9-2015                                                                   | Londra                                                                     | Inghilterra                                                                | 2 – 0                                                                      | Svizzera                                                                   | Qual. Euro 2016                                                            | -                                                                          | 28’                                                                        |
| 9-10-2015                                                                  | Londra                                                                     | Inghilterra                                                                | 2 – 0                                                                      | Estonia                                                                    | Qual. Euro 2016                                                            | -                                                                          |                                                                            |
| 29-3-2016                                                                  | Londra                                                                     | Inghilterra                                                                | 1 – 2                                                                      | Paesi Bassi                                                                | Amichevole                                                                 | -                                                                          | cap. 82’                                                                   |
| 27-5-2016                                                                  | Sunderland                                                                 | Inghilterra                                                                | 2 – 1                                                                      | Australia                                                                  | Amichevole                                                                 | -                                                                          | 46’                                                                        |
| 2-6-2016                                                                   | Londra                                                                     | Inghilterra                                                                | 1 – 0                                                                      | Portogallo                                                                 | Amichevole                                                                 | -                                                                          | 66’                                                                        |
| 11-6-2016                                                                  | Marsiglia                                                                  | Inghilterra                                                                | 1 – 1                                                                      | Russia                                                                     | Euro 2016 - 1º turno                                                       | -                                                                          | 87’                                                                        |
| Totale                                                                     |                                                                            | Presenze                                                                   | 61                                                                         |                                                                            | Reti                                                                       | 1                                                                          |                                                                            |

## Palmarès

### Club

#### Competizioni nazionali
- Campionato inglese: 3

Manchester City: 2011-2012, 2013-2014
Liverpool: 2019-2020
- Coppa d'Inghilterra: 2

Manchester City: 2010-2011
Liverpool: 2021-2022
- Community Shield: 2

Manchester City: 2012
Liverpool: 2022
- Coppa di Lega inglese: 2

Manchester City: 2013-2014
Liverpool: 2021-2022

#### Competizioni internazionali
- Coppa Intertoto UEFA: 1

Newcastle: 2006
- UEFA Champions League: 1

Liverpool: 2018-2019
- Supercoppa UEFA: 1

Liverpool: 2019
- Coppa del mondo per club: 1

Liverpool: 2019

### Individuale
- Giovane dell'anno della PFA: 1

2010
- Selezione UEFA dell'Europeo Under-21: 1

Svezia 2009